# HMS Gardenia (K99)
HMS Gardenia (K99) je bila korveta razreda flower Kraljeve vojne mornarice, ki je bila operativna med drugo svetovno vojno.

## Zgodovina
Ladja se je potopila po trčenju z zavezniško ladjo HMS Fluellen (T157) pred obalo Orana.